# Găgeni, Buzău
Găgeni este un sat în comuna Săhăteni din județul Buzău, Muntenia, România. Se află în sud-vestul județului, la limita cu județul Prahova.